# Адессив
Адесси́в (лат. ad — у, к, на, esse — быть, находиться) — один из косвенных падежей, выражающий местонахождение. Распространён во многих агглютинирующих языках, в том числе в финно-угорских, нило-сахарских и др.

## Финский адессив
В финском языке адессив — один из шести местных падежей. Он маркируется окончаниями -lla или -llä (согласно закону гармонии гласных). Обычно добавляется к именам существительным и связанным с ними прилагательным.
Примеры использования.
- Выражает нахождение на поверхности чего-либо (примерное соответствие — предлоги «на», «наверху»)

kynä on pöydällä ручка (есть) на столе
- Как экзистенциальная связка с глаголом olla (быть) выражает обладание (аналогично русской конструкции «у меня (тебя, него и др.) есть»)

Meillä on koira у нас есть собака
- Выражает средство (примерный аналог творительного падежа)

Hän meni Helsinkiin junalla он поехал в Хельсинки на поезде (поездом)
Hän osti sen eurolla он купил это за 1 евро (на 1 евро)
- В ряде случаев выражает время (примерные русские соответствия — творительный падеж, предлоги «в», «на»)

aamulla утром keväällä весной
- Выражает относительную близость во времени или пространстве (противопоставляется инессиву, который выражает ещё большую близость, примерно соответствует предлогу «у», «за» или английскому at)

poikani on koululla мой сын — в школе (ср. hän on koulussa он — в школе (внутри школьного здания))
hän on ruokatunnilla он обедает («за обедом») — буквально «в обеденный перерыв» (ср. hän teki läksyt ruokatunnissa он сделал домашнее задание во время обеденного перерыва)
- В ряде выражений о настроении

Janne oli huonolla tuulella Янне был в плохом настроении

## Адесcив в эстонском языке
В эстонском языке адесcив (принадлежностный падеж, эст. alalütlev) отвечает на вопросы: kellel? (у кого? на ком?), millel? (у чего? на чём?), millal? (когда?), kus? (где?). Как в единственном, так и во множественном числе имеет всегда окончание -l (inimesel, inimestel — у человека, у людей; laual, laudadel — на столе, на столах; kevadel — весной). Слова в аддесиве обычно появляются в предложении в качестве обстоятельства или определения.
Адессив выражает:
- местоположение, например:, Mari elab juba kolmandat aastat välismaal — Мари живет за границей уже три года;
- время события, например: Nad sõidavad neljapäeval maale — Они едут в четверг за город;
- состояние, например: Naerul näoga vaatas Jüri meie poole — Юри посмотрел на нас с улыбкой на лице;
- владельца или другого субъекта действия с флективной формой глагола, например: Maril on kaks last. See asi ununes mul täielikult —  У Мари двое детей. Я совсем забыл об этом;
- субъекта действия с инфинитивом, например: Luba tal ükskord ometi kõik südamelt ära rääkida — Позвольте ему в этот раз высказать всё от всего сердца;
- инструмент (средство), например: Mari mängib klaveril juba päris keerulisi lugusid. Ta töötab treipingil. — Мари уже играет на фортепиано довольно сложные мелодии. Он работает на станке;
- способ, манеру, например: Mari kuulas kikkis kõrvul — Мари слушала, навострив ухо.
- причину, например: Kolleegide palvel tegi ta avalduse — По просьбе коллег она выступила с заявлением.